# Nusa Manupui
Nusa Manupui är en ö i Indonesien.   Den ligger i provinsen Nusa Tenggara Timur, i den sydöstra delen av landet, 1 900 km öster om huvudstaden Jakarta. Arean är 0,13 kvadratkilometer.
Terrängen på Nusa Manupui är platt. Öns högsta punkt är 13 meter över havet. Den sträcker sig 0,5 kilometer i nord-sydlig riktning, och 0,5 kilometer i öst-västlig riktning.